# GoodGame
『GoodGame』（グッドゲーム）は、友吉による日本の青年漫画作品。『コミックギア』（芳文社）で創刊号から連載された。『コミックギア』休刊の後は『まんがタイムきららフォワード』で2010年6月号より連載再開。しかし、2011年1月号で打ち切りとなり連載終了した。

## ストーリー
主人公でニートの「高橋大吾」と「姫野エレナ」をはじめとする「eスポーツ」の出場者が頂点を目指す物語。作中で登場するeスポーツとは世界中のゲームの強豪が頂点を目指して戦う"スポーツ"であり、各国の予選を勝ち抜いた者が本戦へ進み、賞金総額は2億円以上というトーナメントである。

## 登場人物
高橋大吾（たかはし だいご）
本作の主人公。ニートだがゲームの腕前に関しては優れている。賞金を稼ぐためにゲーム大会に出場する。
エレナとの勝負に負けて奴隷として扱われeスポーツに参戦する事になる。語学はだめだが、難易度の高いCPU相手に勝つ。現在はエレナの隷属的支配下に置かれる。負けた方が奴隷になるという条件をエレナから持ちかけられた時は遠まわしの交際の申し込みだと勘違いしていた。
姫野エレナ（ひめの -）
大吾よりも年下だがゲームの実力は上。素人の振りをして大吾と対戦して勝利を収める。ゲームの実力は大吾のような天性の物ではなく日々鍛錬している。普段はいつも帽子をかぶっている。親は会社を経営しており、特別なトレーニング施設で毎日トレーニングしている。家族に関して大吾に聞かれた時は何故かそっけない対応をした。海外の出場者達からも一目置かれている。トレーニングを通じて徐々に大吾の潜在的な実力を見出す事になる。大吾が逃げないように首輪をつけたり待ち合わせに遅れてきた大吾に対して蹴りを入れるなどサディスティックな一面があるが、足で踏む時は靴を脱いで踏む等、大吾に対して気遣う一面もある。普段は高校に通っている。
ヴェロニカ・アルトマイヤー
ドイツ人女性。いつも猫耳をつけている。葛葉タクトの相棒であり恋人。
葛葉タクト
大吾のライバル。
シオン
姫野家に仕えるメイド。
リー・リンリン
中国人少女。プロゲーマーの一人。
GOD
世界チャンピオン。国籍・性別等あらゆる情報が謎に包まれている。
eスポ君
エレナと共に巻末でeスポーツに関する解説を行う。

## 単行本
1. ISBN 978-4832279414　2010年9月11日
2. ISBN 978-4832279810　2011年1月12日